# Rikstens gård

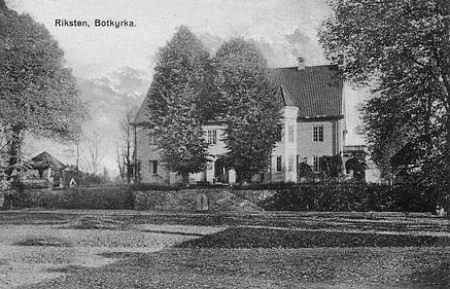
Huvudbyggnaden på 1930-talet.

Rikstens gård, även kallad Rikstens säteri, är en herrgård och tidigare säteri belägat i Tullinge i Botkyrka socken i Botkyrka kommun. Gården ligger vid Bysjöns norra strand. Det har bott människor i mer än 6 000 år på områdena runt Rikstens gård. Nuvarande huvudbyggnad uppfördes 1913 efter ritningar av arkitekt Knut Nordenskjöld. På gårdens ägor anlades i början av 1940-talet Tullinge flygfält och med start 2006 bostadsområdet Norra Riksten.

## Historia

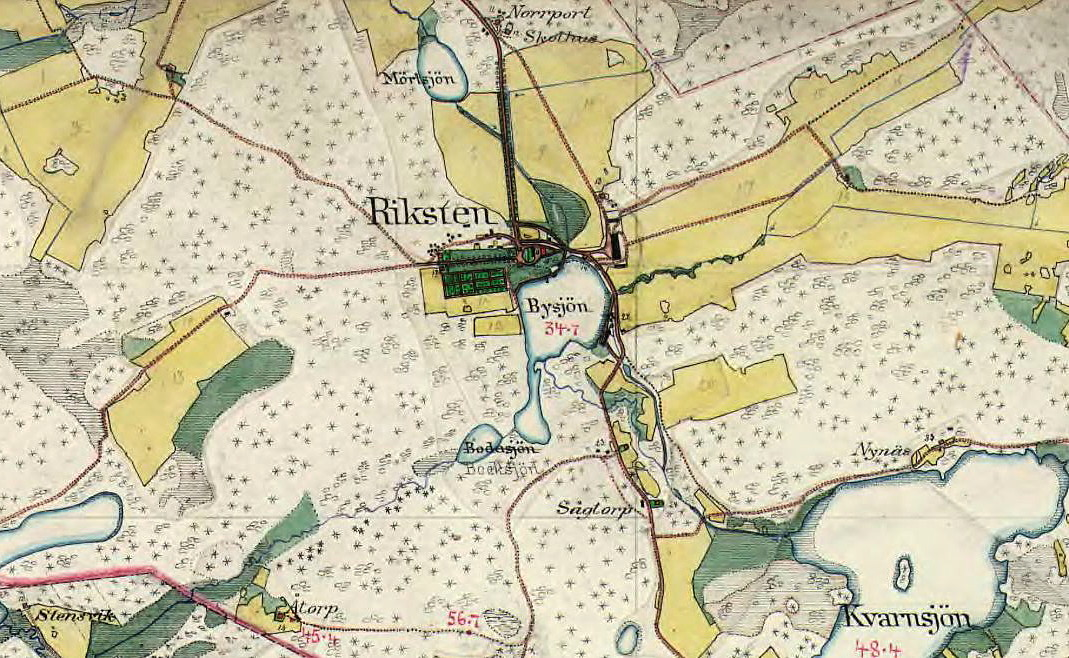
Rikstens gård med omgivning ca 1900.

Man har hittat lämningar vid Riksten från äldre stenåldern. Då var området kring Riksten bara en strand eftersom havsnivån var mycket högre. Lämningarna från stenåldern hittades norr om gården, vid början av den nordöstra flygrakan på Tullinge flygfält (RAÄ-nummer Botkyrka 490:1).
Vid Riksten finns det två gravfält som troligtvis är från yngre järnåldern. Den ena ligger lite nordväst om den nuvarande gården. Den andra ligger längre österut, norr om dagens Huvudstadens Golfklubb / Rikstenanläggningen. Här finns lämningar efter en grav och boplatsområde samt en fornåker (RAÄ-nummer Botkyrka 459:1).
År 1356 nämns Riksten i en skrift för första gången i ett brev som jn Rykstenum eadem parochina in ambabus willis septem denarios terre 1356 12/5. 1437 omnämns en Pedher i Rikesten.

## Säteriet

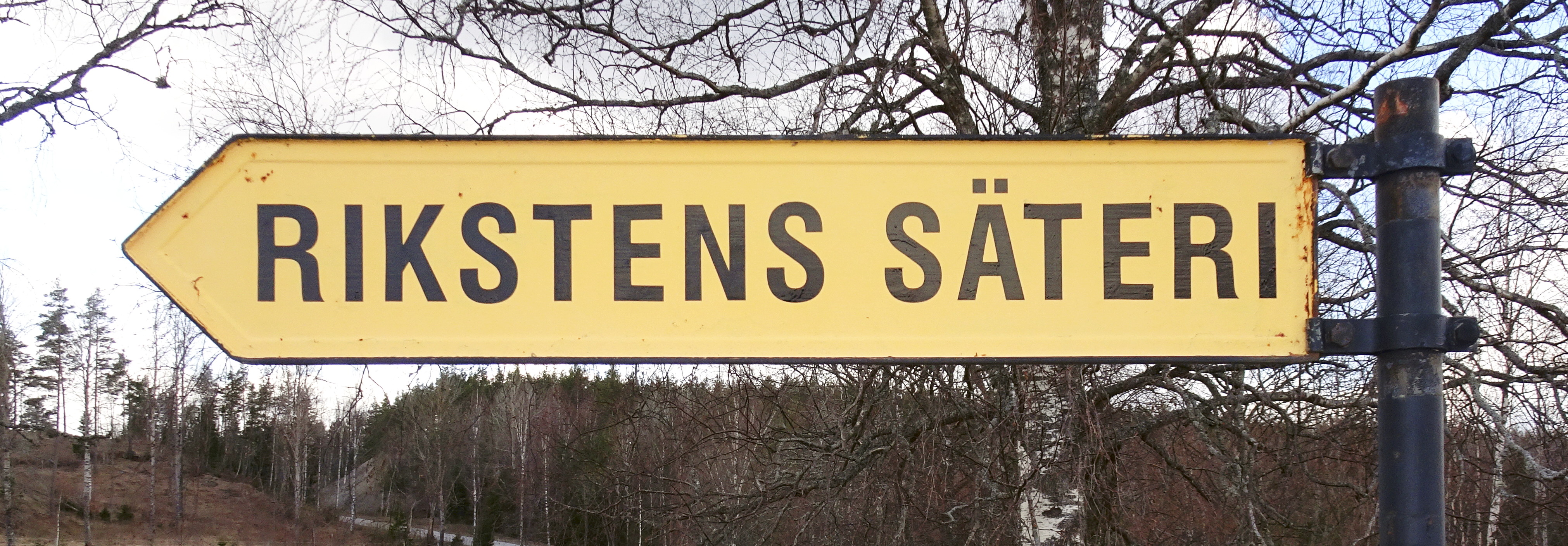
Skylt vid allén.

Rikstens gård fick tidigt sina säterirättigheter, redan år 1615. Ägaren av gården var då Peder Nilsson Gyllenax (född 1574, död 1647) som fått gården för sina tjänster som kamrerare åt Karl IX och Gustav II Adolf. Han begravdes i Botkyrka kyrka och än idag hänger hans vapensköld där. Äldre kartmaterial om Riksten saknas, varför det är omöjlig att följa gården och odlingslandskapets förändring under historisk tid.
Nästa ägare av gården var riksrådet Erik Fleming. Fleming uppskattade inte utseendet på gården och lät riva huvudbyggnaden och bygga en ny år 1662. Gårdens byggnader anordnades längs en ost-västlig huvudaxel som existerar fortfarande idag. Delen närmast huvudbyggnaden var trädplanterad (numera borttaget). Ytterligare en trädplanterad allé anlades i nord-sydlig riktning som går rakt på huvudbyggnaden. Gården var på 1600- och 1700-talen den största i Botkyrka socken och ägorna sträckte sig in i Sorunda socken och Västerhaninge socken. Vid den tiden hade gården 28 kor, vilket var nästan tre gånger fler än någon annan gård i Botkyrka socken.
Riksten stannade i släkten Fleming under flera generationer och såldes 1746 till friherren Joachim von Düben den yngre. Efter honom tillträdde många ägare, bland dem målaren Per Krafft den yngre, riksrådet Johan Gyllenborg och Johan Erik Högstadius som även innehade Tyresö slott.
År 1875 tillträdde direktör U. Werner som ägare. Han lät 1889 uppföra det stora gulputsade stallet vid dagens Pålamalmsvägen. Nils och Sofia Werner instiftade 1893 Rikstens Aktiebolag, en minnessten i forn av en runsten påminner om det. I slutet av 1800-talet omfattade egendomen 1 mantal enligt husförhörslängden 1891-95. Kvarnverksamhet har funnits på platsen sedan 1600-talet.

## Dagens anläggning

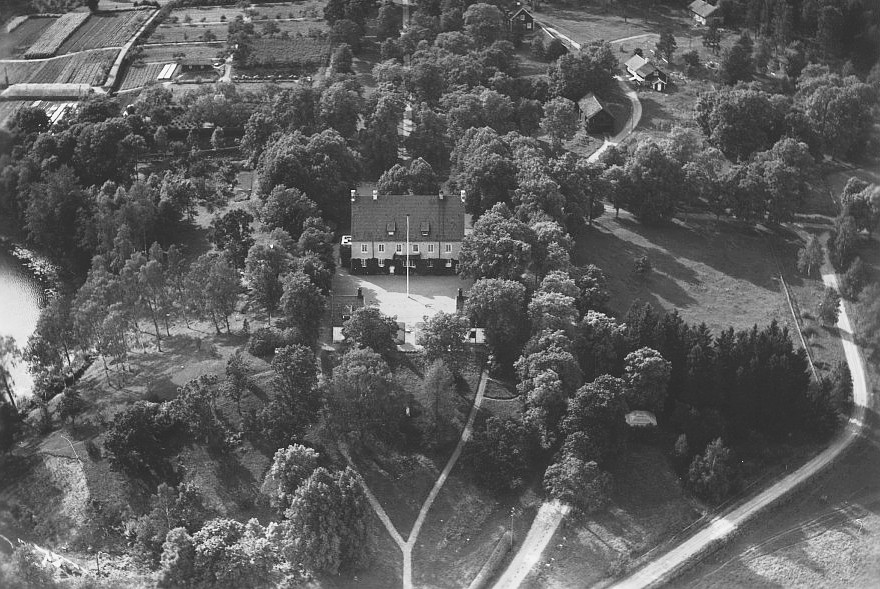
Flygfoto från 1935, vy mot väster.

År 1809 brann huvudbyggnaden ner till grunden när Johan Gyllenborg var ägare och ett trähus med två flyglar byggdes istället. Flyglarna har kvadratiskt planmått och finns kvar än idag öster om huvudbyggnaden. Nuvarande huvudbyggnad uppfördes 1913 och placerades på grunden från 1600-talet. Även stenterrassen vilar på den gamla 1600-talsgrunden.
Själva huvudbyggnaden är gestaltat i historiserande, nationalromantisk stil och uppfört i tegel efter ritningar av arkitekt Knut Nordenskjöld. Det rör sig om en putsad tvåvåningsbyggnad med ett högt, brant sadeltak. På fasaden mot väster märks två symmetrisk anordnade, tornliknande utbyggnader. Västfasaden flankeras även av två mindre paviljonger som ursprungligen varit flyglar till den äldre mangårdsbyggnaden. Samtidigt med den nya huvudbyggnaden tillkom även två fristående flyglar i väster, även de ritade av Nordenskjöld. Byggherre var godsägaren Karl Konstans Westerström som förvärvade gården 1906. 
I området nordväst om huvudbyggnaden finns även flera äldre uthusbyggnader, bland annat en smedja, ett magasin och några ekonomibyggnader. Intill huvudaxelns västligaste del står grindstugan och söder därom fanns trädgårdsodlingar och en fruktträdgård. Längst i öster, vid Pålamalmsvägen, märks den stora gulputsade stenladugården.

## Gården under Cederström

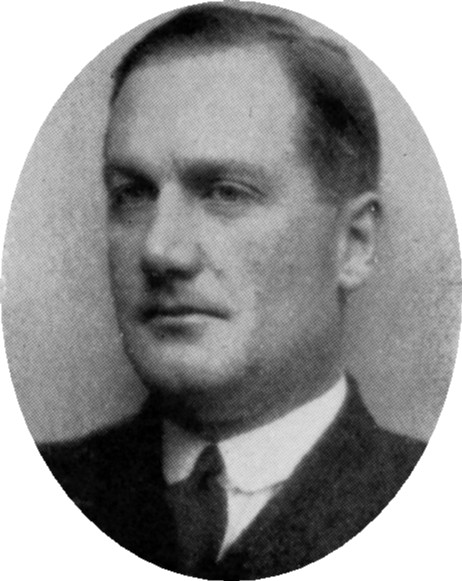
Anders Cederström.

År 1923 instiftades Riksten som fideikommiss av friherren Anders Cederström (född 1896, död 1973). Samtidigt såldes släktens gamla fideikommiss Beatelund på Värmdö med kungens tillstånd. Två år tidigare, efter faderns död, tillföll granngården i söder, Ektorp, Cederström. Denna hade varit i Cederströmska släktens ägo sedan 1791. Av båda egendomarna bildade han sedan fideikommisset Riksten–Ektorp. Anders Cederström var den sjätte Anders i släkten och sonson till Anders Cederström i Sanda. Han var agronom, ledamot i Skogsvårdsstyrelsen och ordförande i Stockholms läns skogsägareförening. Hans farbror var flygbaronen Carl Cederström. Anders var i sitt första äktenskap gift med Gunhild, dotter till landshövdingen, kommendörkapten Gerhard Dyrssen. Den 22 oktober 1921 födde hon tvillingbröderna Anders och Arvid Gerhard.
I början av 1940-talet avyttrades en del av Rikstens mark (en areal om 380 hektar) norr om gården till svenska staten för anläggandet av Tullinge flygfält. Det krävdes avsevärda markarbeten, bland annat behövdes hela Mörtsjön fyllas igen. Fram till 1994 var verksamheten av militär karaktär för bland annat Södertörns flygflottilj (F1), och därefter civilt och pågick mellan åren 1945 och 2004. Sedan flygverksamheten upphörde uppstår här Riksten friluftsstad, ett nytt bostadsområde med cirka 2 500 bostäder.
Efter Anders Cederströms bortgång 1973 förde hans son, Anders (född 1921, död 2015), Rikstens fideikommiss vidare i egenskap av äldste son. Tvillingbrodern Arvid, som föddes 18 minuter efter Anders, fick stå tillbaka men behandlades väl av den äldre brodern och var förvaltare under ett  20-tal år. Arvid Cederström avled 1993. Under 20 år var han ordförande i Svenska Setterklubben.
Riksten är idag den enda gård i socknen, som fortfarande har både skogs- och jordbruk. Verksamheten bedrivs i bolagsform under företagsnamnet AB Rikstens Säteri. Man har också Botkyrkas största stuteri som heter Stall Riksten. Stallet är inrymt i den stora gulputsade stallbyggnaden som uppfördes 1889 vid nuvarande Pålamalmsvägen.
Nuvarande huvudägare till AB Rikstens Säteri är förra utrikesministern Margaretha af Ugglas, en syster till finansmannen Jan Stenbeck.

### Bilder, gårdens ekonomibyggnader och torp

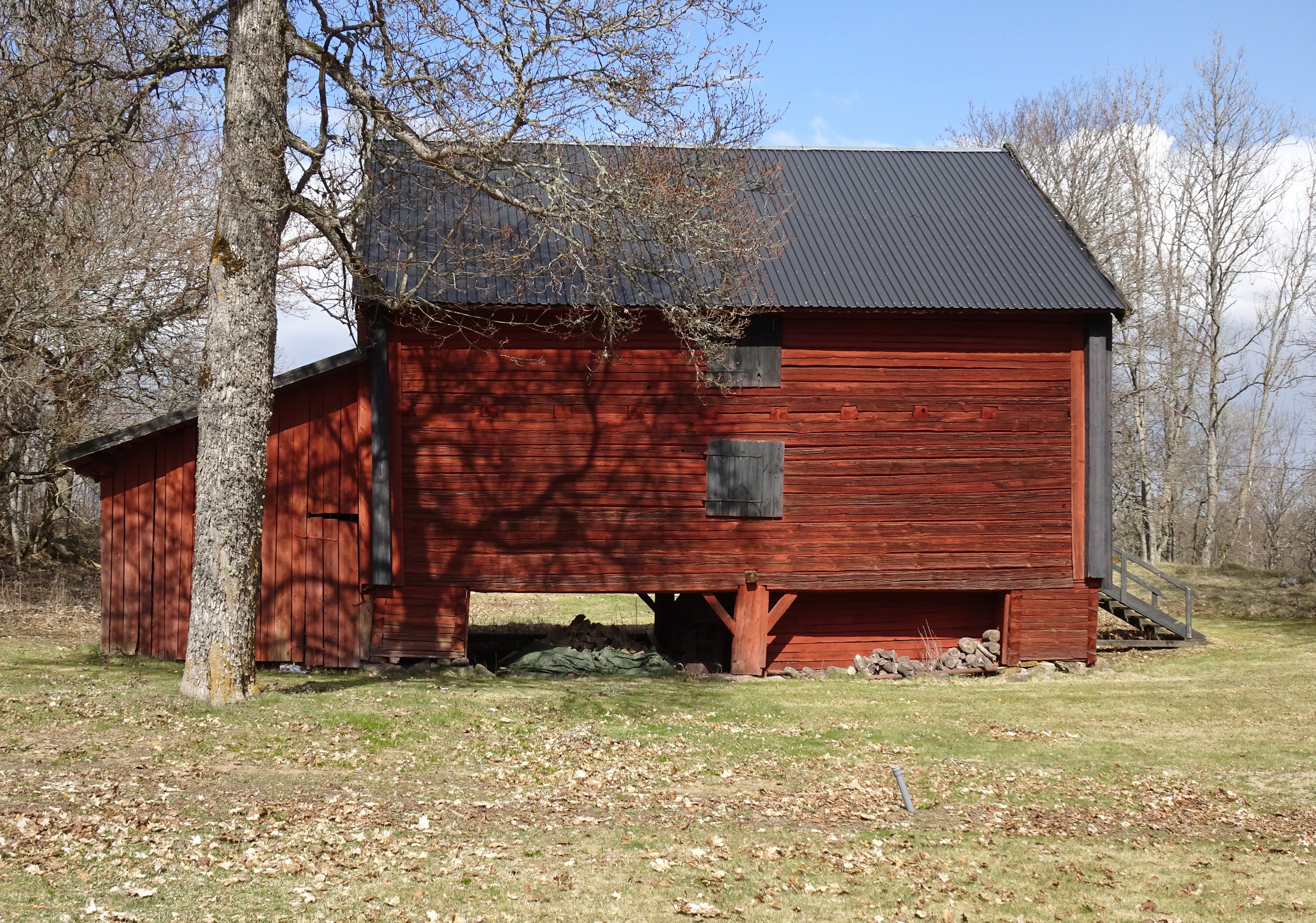
Magasinet.
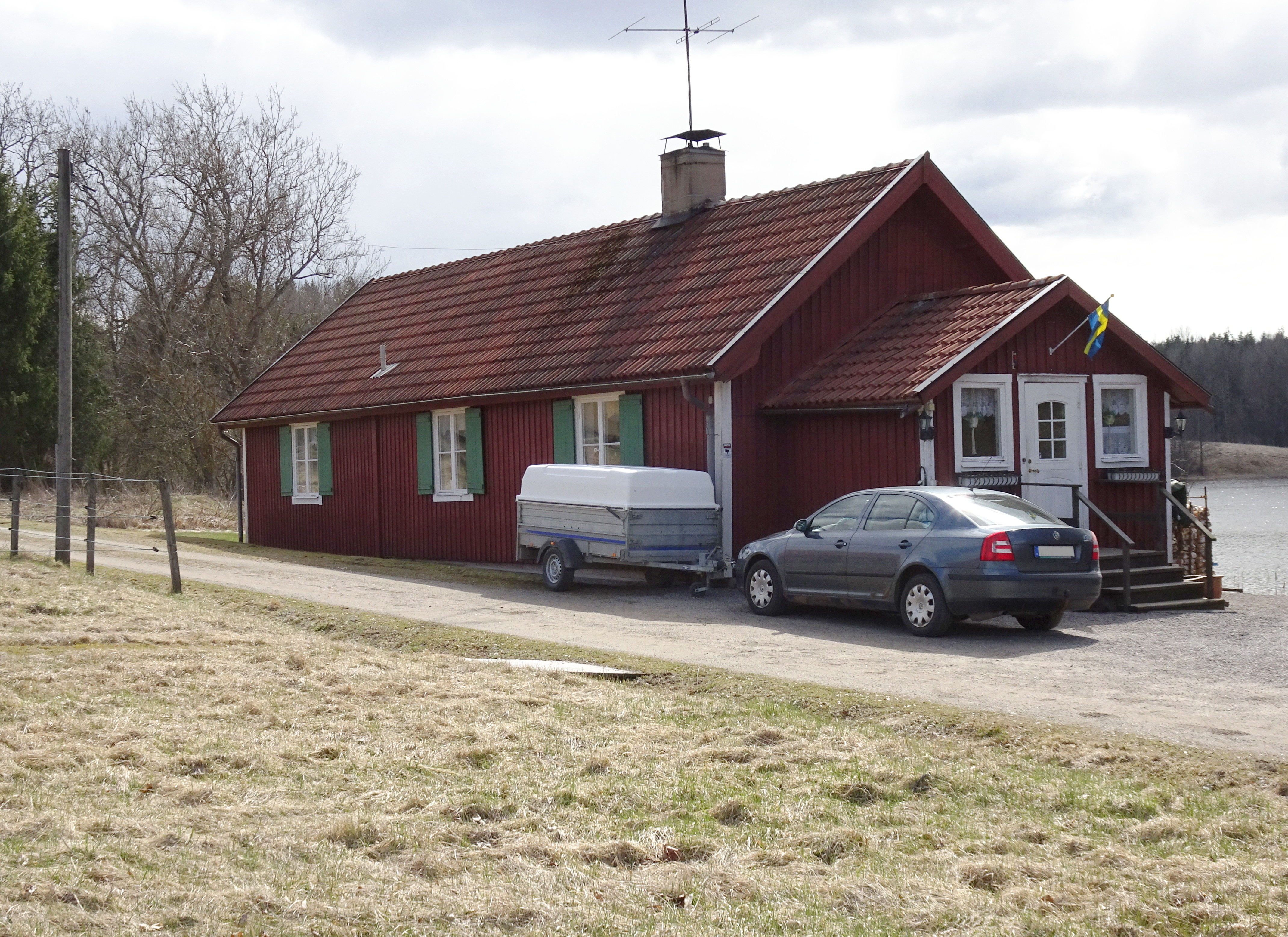
Sjöstugan.
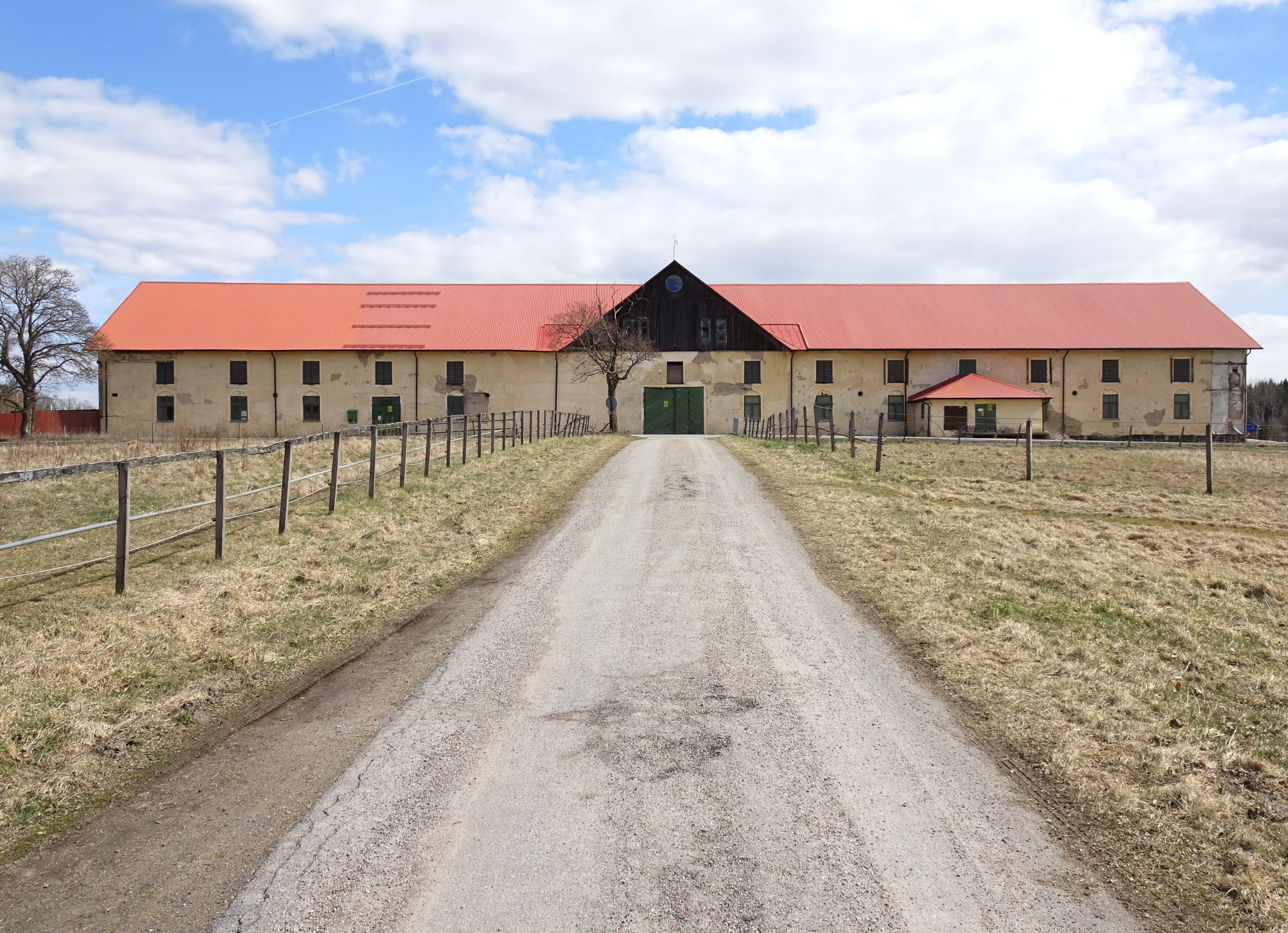
Stallet från 1889.
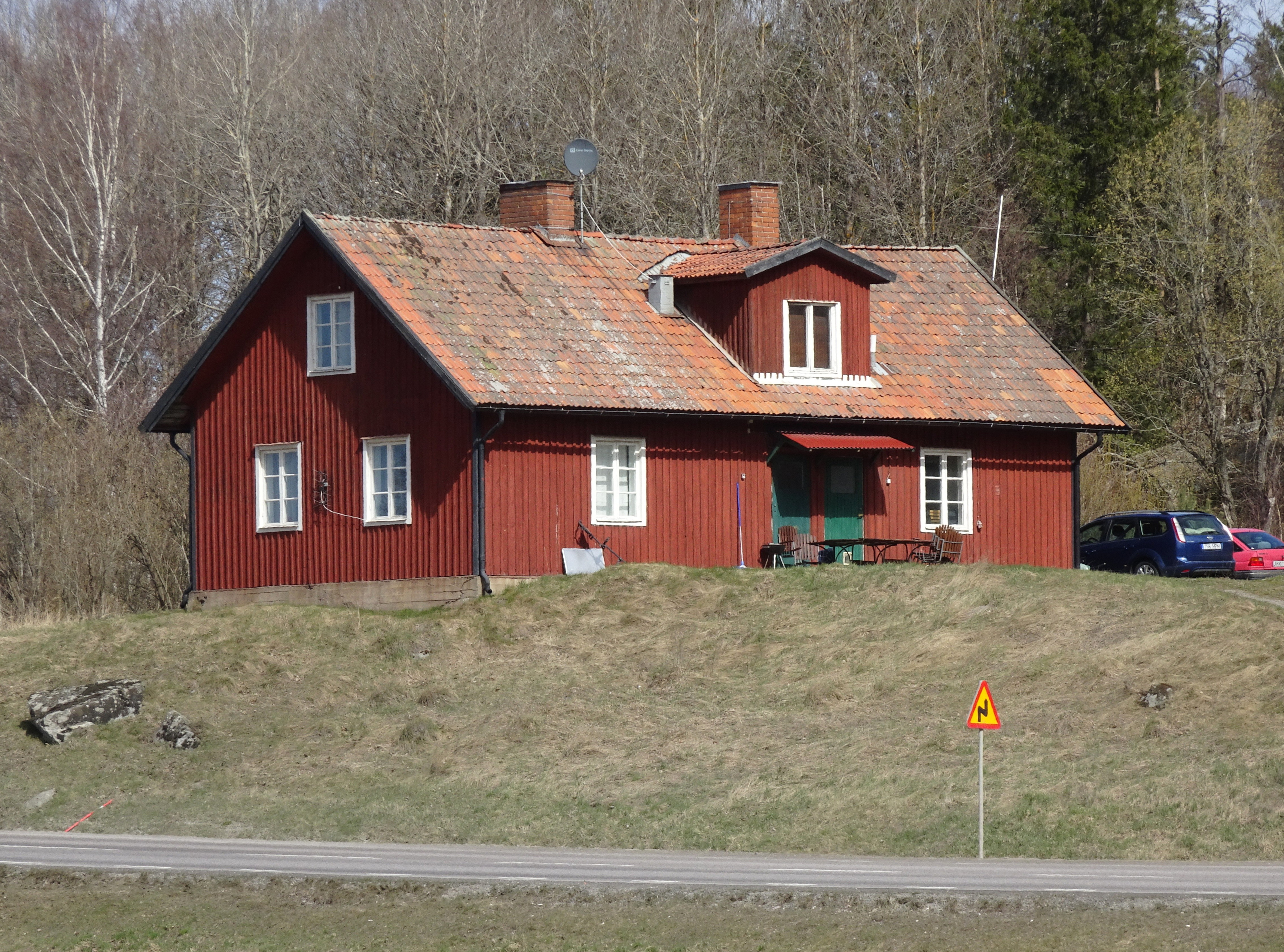
Lilla Hasselbacken.
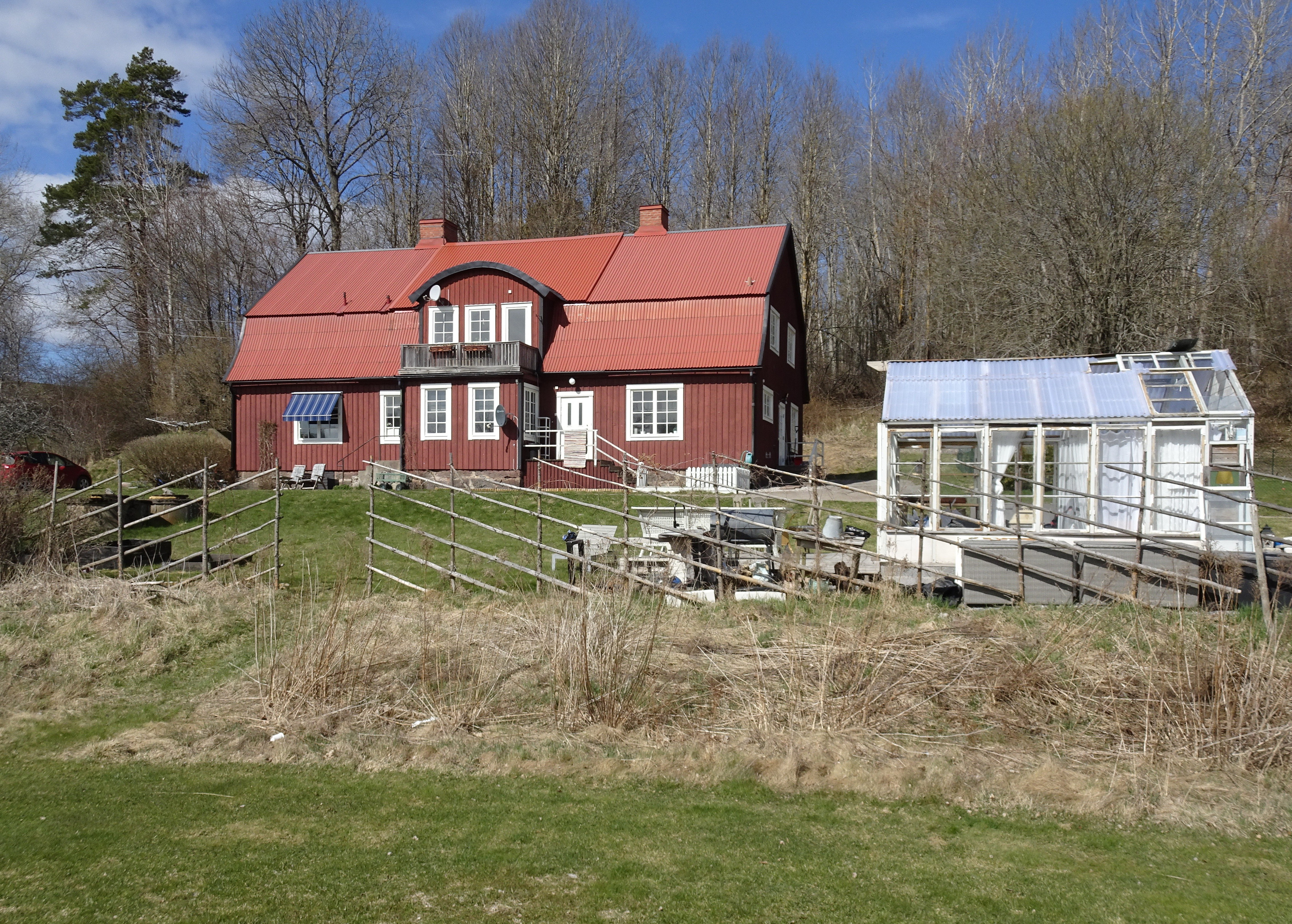
Björkhult.

## Torp under Riksten

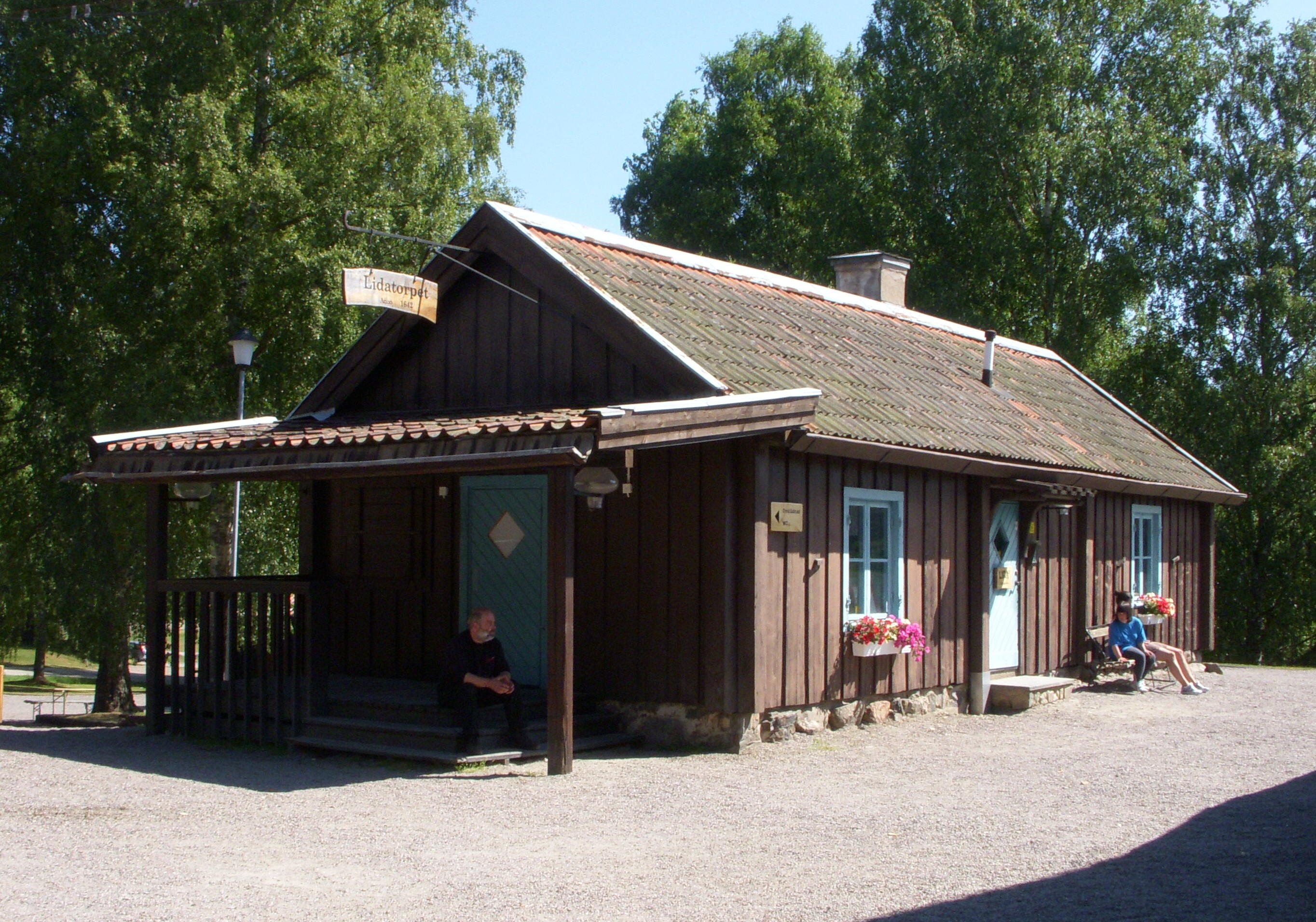
Lidatorpet.

Från början av 1600-talet var det sju torp som löd under Rikstens gård. Antal torp växte och i början av 1900-talet fanns det 25 torp som lydde under gården. Därefter minskade siffran rejält. Det sista torpet som ägdes av Rikstens gård lades ner på 1950-talet. Torpen som fanns kvar såldes och idag finns några kvar i privat ägo och används som fritidshus. Några av dem som finns kvar är:
- Sjöstugan som ligger vid Bysjöns norra spets.
- Lilla Hasselbacken ligger idag på en kulle norr om golfbanan vid Riksten.
- Björkhult som ligger några hundra meter öster om gården, ovanför golfbanan.
- Dammtorpet som ligger sydost om gården. Här bodde Rikstens kvarns mjölnare.
- Lidatorpet som ligger på Lida friluftsgård. Läs mer om Lidatorpet

## Rikstens kvarn

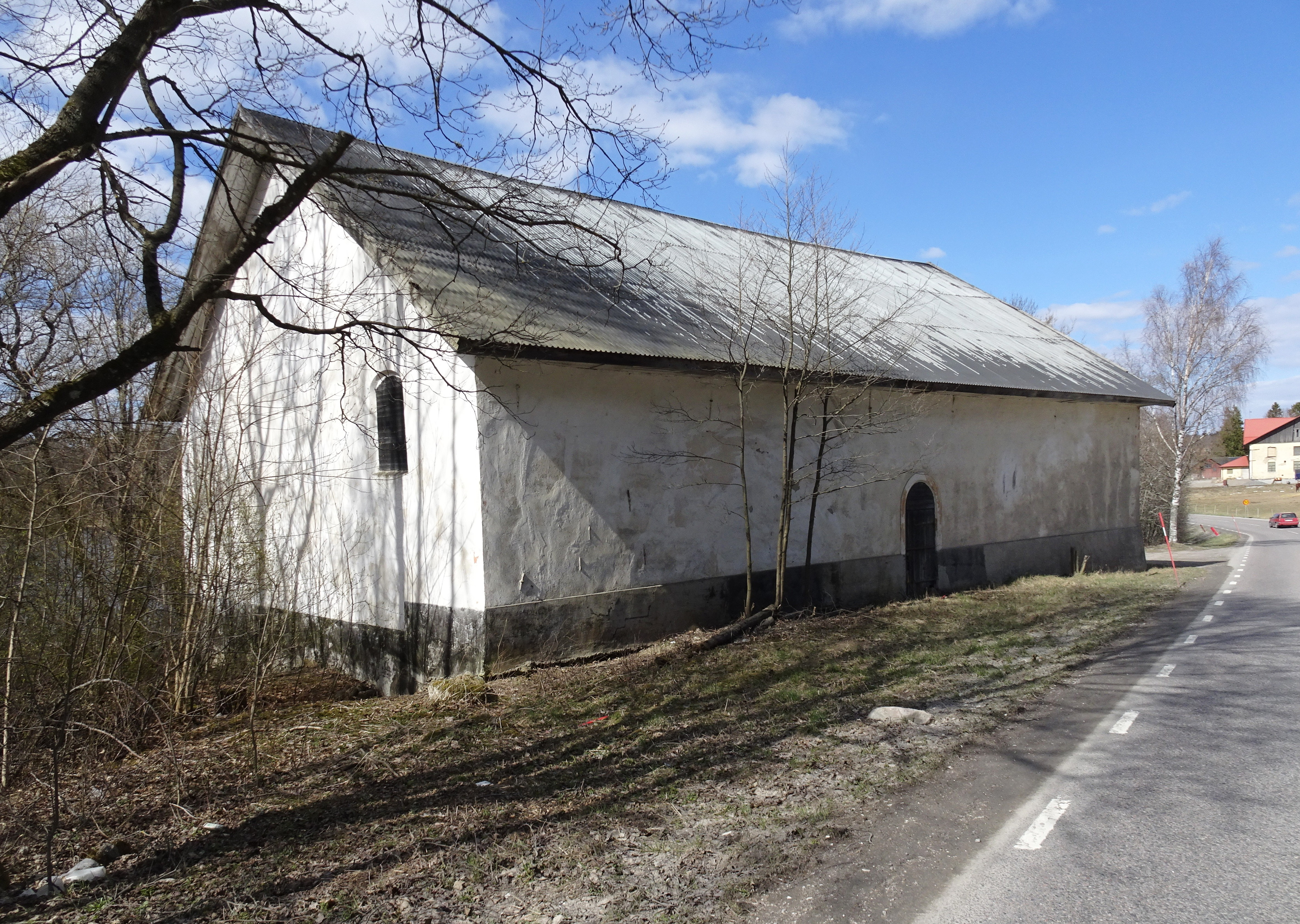
Kvarnbyggnaden från Pålamalmsvägen.

Kvarnverksamhet har funnits på platsen sedan 1600-talet. Vattenkraften hämtades via Kvarnsjöbäcken från den numera nästan helt igenväxta Kvarnsjön sydost om gården. Vattnet dämdes upp vid det karvarande Dammtorpet och leddes sedan till kvarnen och vidare till Bysjön. I Dammtorpet bodde mjölnaren. Mellan 1836 och 1852 arrenderades kvarnen av mjölnaren Carl Erik Sjöberg.
Den sista kvarnbyggnaden uppfördes 1861 och finns med i husförhörslängden från 1890-talet. Då hette mjölnaren Karl Johan Alfred Österlund. Det rör sig om ett stort vitputsat hus som fortfarande finns vid Bysjöns östra strand. Här fanns både mjölkvarn och sågkvarn.